# Chromis klunzingeri
Chromis klunzingeri es una especie de peces de la familia Pomacentridae en el orden de los Perciformes.

## Morfología
Los machos pueden llegar alcanzar los els 6,5 cm de longitud total.

## Hábitat
Es un pez de mar.

## Distribución geográfica
Se encuentra al oeste de Australia.